# Eugenio Gignous

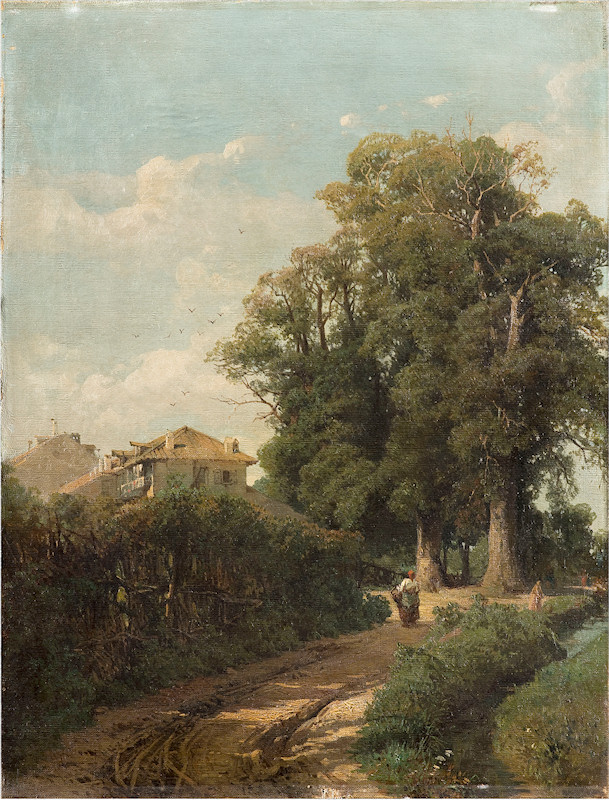
Dintorni di Milano o Lavandaie della Magolfa, 1870 (Fondazione Cariplo)

Eugenio Gignous (Milano, 4 agosto 1850 – Stresa, 30 agosto 1906) è stato un pittore italiano.

## Biografia
Figlio di Maria Taveggia Brizzolara e Laurent, mercante di seta di origini francesi, dimostra presto un precoce talento pittorico e dal 1864 si iscrive all'Accademia di Belle Arti di Brera, dove fino al 1869 frequenta la Scuola di paesaggio di Luigi Riccardi e, in seguito, di Gaetano Fasanotti. 
Dopo il trasferimento a Milano con la famiglia, si avvicina all'ambiente della Scapigliatura milanese, stringendo una profonda amicizia con Daniele Ranzoni e Tranquillo Cremona, che risiedono nello stesso stabile e frequentando la Famiglia artistica.
Nel 1870 esordisce alla XXIX Esposizione della Società per le Belle Arti di Torino con Lavandaie della Magolfa: in questo periodo, si dedica quasi esclusivamente alla pittura di paesaggio, sperimentata en plein air già dalle lezioni con il maestro Riccardi, realizzando con gli amici Luigi Rossi e Achille Tominetti vedute delle campagne lombarde e piemontesi che espone costantemente alle principali rassegne nazionali, come Firenze, Genova, Accademia di Brera e Torino, dove viene a contatto con gli artisti della Scuola di Rivara.
Verso la fine degli anni settanta matura la sua propensione per una pittura di paesaggio di impronta naturalista sul modello delle ricerche di 
Filippo Carcano, con il quale a partire dal 1879 dipinge sul Lago Maggiore, inaugurando un repertorio tematico dedicato alle vedute del Verbano, del Mottarone, della Val d'Ossola.
Partecipa all'Esposizione nazionale di Milano del 1881 con Dintorni del lago Maggiore: paese e Laveno e a quella di Roma del 1883 con quattro opere;
l'anno successivo è alla Promotrice di Torino con La quiete, acquistata dal Ministero della Pubblica Istruzione e altri quattro dipinti.
Dal 1885 al 1894 è membro del consiglio dell'Accademia di Brera, cui partecipa annualmente alle mostre della Società Promotrice.
Divenuto ormai un affermato riferimento della pittura lombarda, dal 1887 risiede con la moglie Matilde Ferri e i cinque figli a Stresa, dove frequenta il fervido ambiente mondano e culturale del Lago Maggiore, ritraendone i paesaggi montani e lacustri, spesso accompagnato dai colleghi Uberto Dell'Orto, Achille Tominetti, Achille Formis e Pompeo Mariani.
Nel 1891 partecipa alla I Triennale di Milano con Marzo e Studio dal vero,  acquistati dal 
re Umberto I e nel 1895 presenta Bosco alla I Esposizione internazionale di Venezia.
Anche Monte Rosa, presentato alla Promotrice di Torino del 1897, viene acquistato dal Ministero della Pubblica Istruzione.
In questo periodo, apre a Stresa uno studio aperto a giovani allieve, fra le quali figurano Camilla Bellorini (1879-1906) e Maria Zinelli (1877-1961).
Colpito da un tumore alla gola, muore a Stresa, dove viene sepolto, 
il 30 agosto 1906, a 56 anni: nel 1907 la Biennale di Venezia e la Promotrice di Torino gli dedicano mostre retrospettive.
Il nipote Lorenzo (1862-1958) è anch'egli pittore naturalista, noto per le sue vedute dei paesaggi del Lago Maggiore..
La figlia Ginette (1891-1982), per anni compagna del noto pittore futurista Aroldo Bonzagni, sposa poi il noto imprenditore milanese del vetro Paolo Venini.

## Stile
(Virgilio Colombo in Gli artisti lombardi a Venezia: prima Esposizione internazionale d'arte della Città di Venezia, Dumolard, 1895)
Gignous è riconosciuto, unitamente a Filippo Carcano, come uno dei maggiori esponenti del naturalismo lombardo.
Gli esordi del 1870 sono ancora scanditi dal naturalismo en plein air appreso dal maestro Luigi Riccardi, vivificati da un'attenta ricerca per gli effetti naturali della luce e dei suoi contrasti.
In seguito diviene forte l'influenza dello stile Scapigliato dell'amico Tranquillo Cremona e della Scuola di Rivara, in particolare di Ernesto Rayper, dove è evidente la ricerca dei contrasti tra effetti di chiaroscuro e zone di luminosità.
Verso la fine degli anni settanta Gignous si indirizza verso una pittura di paesaggio di impronta naturalista, affine allo stile dell'amico Carcano, contraddistinta dalla ricerca di sintesi tra forma e colore e il forte intento di definire il valore espressivo ed emozionale dei soggetti ritratti.

## Opere principali
- Cortile rustico alla Colombera (1870), olio su tela, collezione privata;
- Lavandaie della Magolfa (Dintorni di Milano) (Il Naviglio della Magolfa), (1870), olio su tela, Fondazione Cariplo, Milano;
- Pianura lombarda (1871), olio su tela, Museo del paesaggio, Verbania;
- In cerca di legna (1871), olio su tela, collezione privata;
- Sentiero lungo il ruscello (1871), olio su tela, collezione privata;
- Il cacciatore (1872), olio su tela, collezione privata;
- Dintorni di Savona (1874), olio su tela, collezione privata;
- Tranquillo Cremona in atto di dipingere all'aperto il ritratto di Benedetto Junck (1874), olio su tela, Galleria d'Arte Moderna, Milano;
- Temporale imminente (1876), olio su tela, collezione privata;
- I fiori del chiostro (1877), olio su tela, Pinacoteca di Brera, Milano;
- Paesaggio (1877), olio su tela, Museo civico Ala Ponzone, Cremona;
- Veduta di Colico (1878), olio su tela, Pinacoteca il Divisionismo, Fondazione Cassa di Risparmio di Tortona;
- Alberi in fiore (1878), olio su tela, Raccolte Frugone, Genova;
- Impressioni di marzo (1878-1879), olio su tela, Galleria Giannoni, Novara[15];
- Stresa, viale al lago (1880), olio su tavola, collezione privata;
- A Gignese (1881), olio su tavola, Galleria nazionale d'arte moderna e contemporanea, Roma;
- Viale nel bosco (1880-1885), olio su tela, Galleria Giannoni, Novara;
- Veduta del monte Rosa (1883), olio su tela, Galleria nazionale d'arte moderna e contemporanea, Roma;
- Gignese (1883), olio su tela, collezione privata;
- Quiete (1883), olio su tela, Galleria nazionale d'arte moderna e contemporanea, Roma;
- Il golfo Borromeo (1885), olio su tela, collezione privata;
- Inverno (1885-1890), olio su tela, Provincia di Milano;
- Veduta del lago Maggiore, (1885-1890), olio su tela, Fondazione Cariplo, Milano[12];
- Sul Mottarone (1886), olio su tela, Galleria d'Arte Moderna, Milano;
- Riva a Feriolo (1886), olio su tela, collezione privata;
- Scogliera a Sestri Levante (1890), olio su tela, collezione privata;
- Marina ligure, (1890-1895), olio su tela, Fondazione Cariplo, Milano;
- Paesaggio lacustre (1890-1899), olio su tela, Museo Civico di Pescia;
- Prima neve (1890-1900), olio su tela, Galleria d'arte moderna Ricci Oddi, Piacenza;
- Primavera (1890-1905), olio su tela, Galleria d'arte moderna, Verona;
- Marina (1890-1905), olio su tela, Fondazione Cariplo, Milano;
- Paesaggio: settembre (1890-1906), olio su tela, Galleria d'arte moderna, Verona;
- Paesaggio con treno (1891), olio su tela, Gallerie di palazzo Leoni Montanari, Vicenza;
- Chiesa di Macugnaga (1892), olio su tela, collezione privata;
- Monterosa (1896), olio su tela, Galleria nazionale d'arte moderna e contemporanea, Roma;
- La chiesa di Pecetto a Macugnaga (1892-1897), Galleria Giannoni, Novara[16];
- Paesaggio con stagno (Tramonto), (1895-1900), olio su tela, Fondazione Cariplo, Milano;[17];
- Quiete (1898), olio su tela, Palazzo della Prefettura di Torino;
- Lago Maggiore, Feriolo (1900), olio su tela, Gallerie di palazzo Leoni Montanari, Vicenza;
- Lago Maggiore (1900), olio su tela, collezione Cornér Banca, Lugano;
- Fletschhorn (1900), olio su tela, Museo del paesaggio, Verbania;
- Lavandaie a Feriolo (1904), olio su tela, Fondazione Cariplo, Milano;;
- Villaggio di pescatori (1905), olio su tela, Galleria d'Arte Moderna, Milano;
- Spiaggia (non datata), olio su tela, Galleria d'arte moderna, Verona;
- Veduta di Venezia con la Dogana e la chiesa di S. Maria della Salute (non datata), olio su tela, collezione privata.